# Clyde Geronimi
Clyde « Gerry » Geronimi est un animateur et réalisateur naturalisé américain, né le 12 juin 1901 à Chiavenna (Italie) et mort le 24 avril 1989 à Newport Beach (États-Unis).

## Biographie

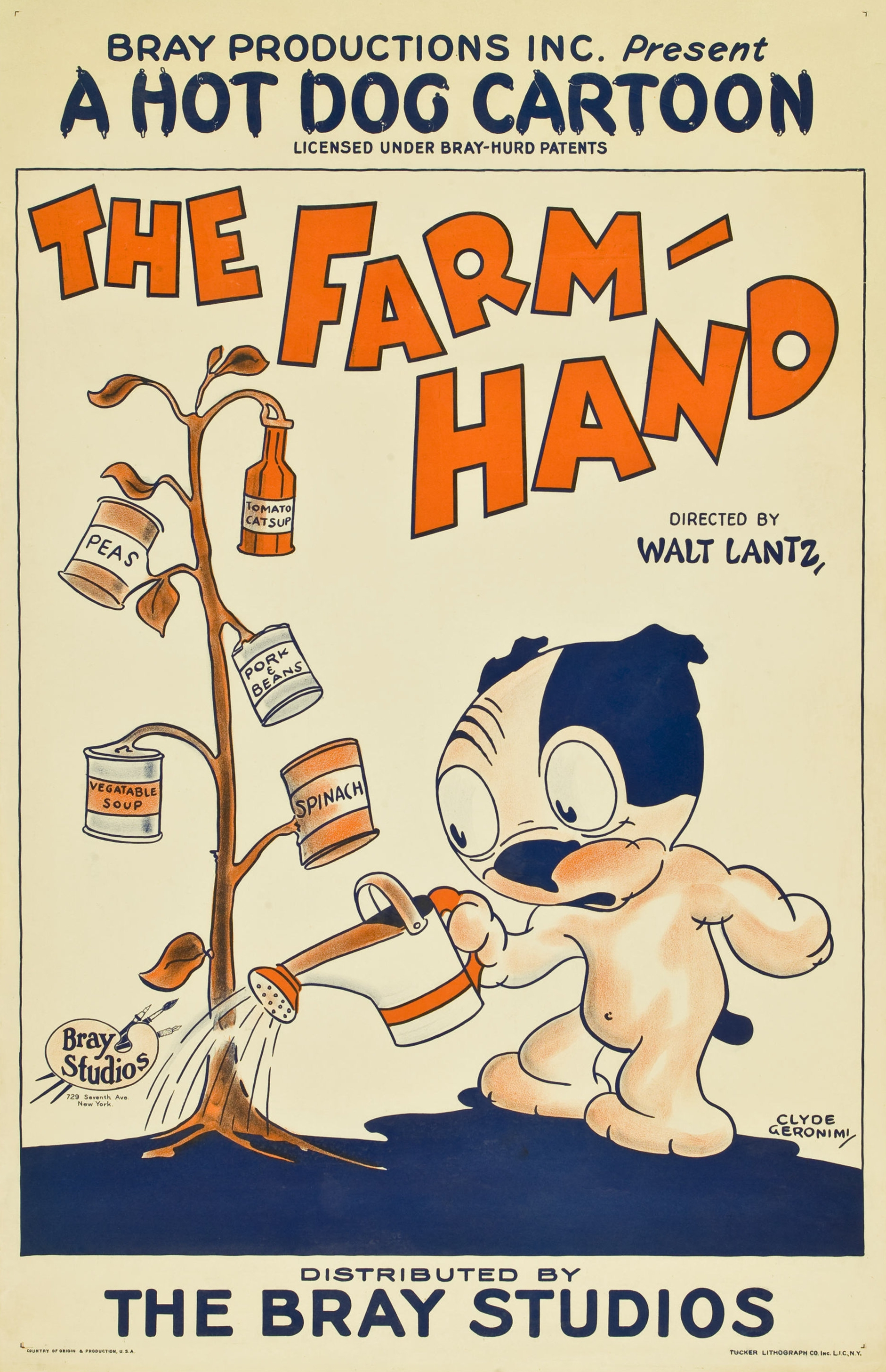
Affiche d'un cartoon que Geronimi a animé en 1927.

Il commence sa carrière d'animateur en 1924 au sein des studios Walter Lantz. En 1931, il est engagé aux studios Disney comme animateur. L'une de ses premières contributions est Le Vilain Petit Canard (1931).
En 1938, il réalise son premier court-métrage, Pique-nique sur la plage avec Donald Duck et Pluto. Principal responsable de la série des Pluto dans les années 1940 (dont Tends la patte récompensé par l'Oscar du meilleur court-métrage d'animation 1942), il coréalise les principaux longs-métrages d'animation des studios entre 1950 et 1961 :  Cendrillon (1950), Alice au pays des merveilles (1951), Peter Pan (1953), La Belle et le Clochard (1955), La Belle au bois dormant (1959) et Les 101 dalmatiens (1961).
Il quitte les studios Disney à la fin des années 1950 et rejoint le studio United Productions of America pour réaliser la série The Dick Tracy Show (1961). Il revient brièvement chez Disney pour assurer la réalisation des 101 Dalmatiens (1961).
De retour chez UPA, il poursuit la réalisation des séries  et The New Casper Cartoon Show (1963), Famous Adventures of Mr. Magoo (1964), Linus the Lionhearted (en) (1964) et L'Homme-araignée (Spider-Man, 1967 à 1969). Il prend sa retraite peu après.
En 1977, l'ASIFA-Hollywood lui décerne un prix pour sa carrière, prix donné en main propre par Walter Lantz (son premier patron).

## Filmographie

### Comme animateur
Assistant animateur
- 1924 : The Magic Lamp
- 1924 : The Giant Killer
- 1924 : The Pied Piper (1924)
- 1925 : Little Red Riding Hood (1925) de Walter Lantz
- 1925 : Cinderella (1925)
- 1925 : The House That Dinky Built
- 1925 : Peter Pan Handled
- 1925 : Magic Carpet (1925)
- 1925 : Robinson Crusoe (1925)
- 1925 : Three Bears (1925)
- 1925 : The Babes in the Woods (1925)
- 1925 : Just Spooks
- 1925 : How the Elephant Got His Trunk
- 1925 : Dinky Doodle and the Bad Man
- 1925 : How the Bear Got His Short Tail
- 1925 : Dinky Doodle in the Hunt
- 1925 : How the Camel Got His Hump
- 1925 : Dinky Doodle in the Circus
- 1925 : Dinky Doodle in a Restaurant
- 1926 : The Goat's Whiskers
- 1926 : How the Giraffe Got His Long Neck
- 1926 : Dinky Doodle in Uncle Tom's Cabin
- 1926 : Dinky Doodle in the Lost and Found
- 1926 : The Arctic
- 1926 : The King of Beasts
- 1926 : Dinky Doodle in Egypt
- 1926 : The Ostrich's Plumes
- 1926 : Dinky Doodle in the Wild West
- 1926 : Dinky Doodle's Bed Time Story
- 1926 : Dinky Doodle's Little Orphan
- 1926 : The Magician (court métrage, 1926)
- 1926 : Dinky Doodle in the Army

Animateur
- 1926 : The Pig's Curly Tail
- 1926 : The Cat's Nine Lives
- 1930 : The Prison Panic
- 1930 : Hot for Hollywood
- 1930 : Hell's Heels
- 1930 : My Pal Paul
- 1930 : Not So Quiet
- 1930 : Spooks
- 1930 : Henpecked
- 1930 : Cold Feet
- 1930 : Snappy Salesman
- 1930 : The Singing Sap
- 1930 : The Fowl Ball
- 1930 : The Navy (court métrage, 1930)
- 1930 : Mexico (court métrage, 1930)
- 1930 : Africa (court métrage, 1930)
- 1930 : Oswald in Alaska
- 1930 : Mars (court métrage, 1930)
- 1931 : China (court métrage, 1931) (non crédité)
- 1931 : College (court métrage, 1931) (non crédité)
- 1931 : Shipwreck (1931)
- 1931 : The Farmer (1931)
- 1931 : The Fireman (court métrage, 1931)
- 1931 : The Bandmaster
- 1931 : The Hunter (court métrage, 1931)
- 1931 : Le Vilain Petit Canard (The Ugly Duckling)
- 1932 : The Bird Store
- 1932 : The Bears and the Bees
- 1932 : Rien qu'un chien (Just Dogs)
- 1932 : L'Atelier du Père Noël (Santa's Workshop)
- 1933 : Birds in the Spring
- 1933 : L'Arche de Noé (Father Noah's Ark)
- 1933 : Old King Cole
- 1933 : The Pied Piper
- 1934 : Le Grand Méchant Loup
- 1934 : Une petite poule avisée
- 1934 : Histoire de pingouins (Peculiar Penguins)
- 1934 : The Goddess of Spring
- 1935 : La Fanfare
- 1935 : Qui a tué le rouge-gorge ? (Who Killed Cock Robin?)
- 1935 : Jazz Band contre Symphony Land (Music Land)
- 1935 : Cock o' the Walk
- 1936 : Le Rival de Mickey
- 1936 : Trois Espiègles Petites Souris
- 1936 : Papa Pluto (Mother Pluto)
- 1964 : Adrift on the Rapids et Mocking Bird

### Comme réalisateur
- 1927 : Hyena's Laugh
- 1939 : Pique-nique sur la plage (Beach Picnic)
- 1939 : Chien d'arrêt (The Pointer)
- 1939 : Agent Canard (Officer Duck)
- 1940 : Le Remorqueur de Mickey (Tugboat Mickey)
- 1940 : Colleurs d'affiches (Billposters)
- 1940 : Le Rêve de Pluto (Pluto's Dream House)
- 1940 : Le Voyage de Mickey (Mr. Mouse Takes a Trip)
- 1940 : Pluto resquilleur (Pantry Pirate)
- 1941 : Pluto majordome (A Gentleman's Gentleman)
- 1941 : Mickey et Pluto golfeurs (Canine Caddy)
- 1941 : Tends la patte (Lend a Paw)
- 1942 : Pluto Junior
- 1942 : La Mascotte de l'armée (The Army Mascot)
- 1942 : Pluto somnambule (The Sleepwalker)
- 1942 : Un os pour deux (T-Bone for Two)
- 1942 : Pluto au zoo
- 1943 : Education for Death
- 1943 : Pluto et l'Armadillo (Pluto and the Armadillo)
- 1943 : Pluto soldat
- 1943 : Victoire dans les airs
- 1943 : Petit Poulet
- 1946 : La Boîte à musique (Make Mine Music)
- 1946 : Pierre et le Loup (Peter and the Wolf)
- 1946 : La Baleine qui voulait chanter au Met
- 1948 : Pecos Bill
- 1948 : Dingo et Dolorès (The Big Wash)
- 1948 : C'est la faute de la samba (Blame It on the Samba)
- 1948 : Mélodie Cocktail (Melody Time)
- 1949 : Le Crapaud et le Maître d'école (The Adventures of Ichabod and Mr. Toad)
- 1950 : Cendrillon (Cinderella)
- 1951 : Alice au pays des merveilles (Alice in Wonderland)
- 1952 : Susie, le petit coupé bleu (Susie the Little Blue Coupe)
- 1953 : Peter Pan
- 1954 : Petit Toot (Little Toot)
- 1955 : La Belle et le Clochard (Lady and the Tramp)
- 1957 : The Story of Anyburg U.S.A.
- 1959 : La Belle au bois dormant
- 1961 : The Dick Tracy Show (série TV)
- 1961 : Les 101 Dalmatiens (One Hundred and One Dalmatians)
- 1963 : The New Casper Cartoon Show (série TV)
- 1964 : Famous Adventures of Mr. Magoo (série TV)
- 1964 : Linus the Lionhearted (en) (série TV)
- 1967 : L'Homme-araignée (Spider-Man)